# Верхутка
Верхутка (укр. Верхутка) — село в Ивано-Франковской поселковой общине Яворовского района Львовской области Украины.
Население по переписи 2001 года составляло 136 человек. Занимает площадь 1,21 км². Почтовый индекс — 81080. Телефонный код — 3259.